# NoFap
NoFap is een Amerikaanse website en internetforum dat zegt ondersteuning te bieden aan personen die van een pornoverslaving af willen raken door een tijdelijke onthouding van pornografie en masturbatie. Hoewel NoFap het meest wordt geassocieerd met mannen zijn er ook vrouwen actief betrokken.
NoFap werd in juni 2011 opgericht door Alexander Rhodes die het onderwerp ook als een van de eersten op Reddit introduceerde. De naam is afgeleid van het Engelse werkwoord to fap, in het Nederlands fappen, dat staat voor mannelijke masturbatie. NoFap wordt door deelnemers in eerste instantie gezien als een methode tegen pornoverslaving. Onder NoFap deelnemers leeft ook het idee dat afzien van masturbatie positieve effecten heeft op energieniveaus en zelfvertrouwen. Volgens de website streven sommige NoFap-deelnemers ernaar "... hun interpersoonlijke relaties te verbeteren", een "uitdaging van wilskracht te bereiken, de controle over seksualiteit te grijpen en er superkrachten van te maken".
NoFap biedt tegen betaling een programma tegen pornoverslaving en dwangmatig seksueel gedrag. Bij het NoFap programma en de theoretische onderbouwing daarvan worden door sommige psychologen en verslavingsdeskundigen vraagtekens geplaatst.
Het pornoverslavingsconcept  werkt seksueel  repressief  en versterkt  schuldgevoelens,  schaamte  en wanhoop rondom seksualiteit. ... Het is  een weg  die in  een rechte  lijn  naar de mannelijke  heteroseksuele  norm  leidt,  waar geen  ruimte is  voor iets  wat daar ook maar  enigszins  van  afwijkt.  De eenzijdigheid  van  pornoverslaving  zorgt  ervoor  dat een diagnose  onmogelijk  kan leiden  tot een  remedie  voor  de enorme diversiteit  van  de klachten  van  de hulpbehoevende  mannen.— Peter Balm

## Externe bronnen
- Officiële website
- Reddit pagina